# Majoma
Majoma är en ort i Mexiko.   Den ligger i kommunen Mazapil och delstaten Zacatecas, i den centrala delen av landet, 600 km nordväst om huvudstaden Mexico City. Majoma ligger 1 985 meter över havet och antalet invånare är 334.
Terrängen runt Majoma är en högslätt.  Trakten runt Majoma är nära nog obefolkad, med mindre än två invånare per kvadratkilometer. Majoma är det största samhället i trakten. Omgivningarna runt Majoma är i huvudsak ett öppet busklandskap.